# 瓦爾坎山 (安卡什大區)
9°12′11″S 77°31′5″W / 9.20306°S 77.51806°W

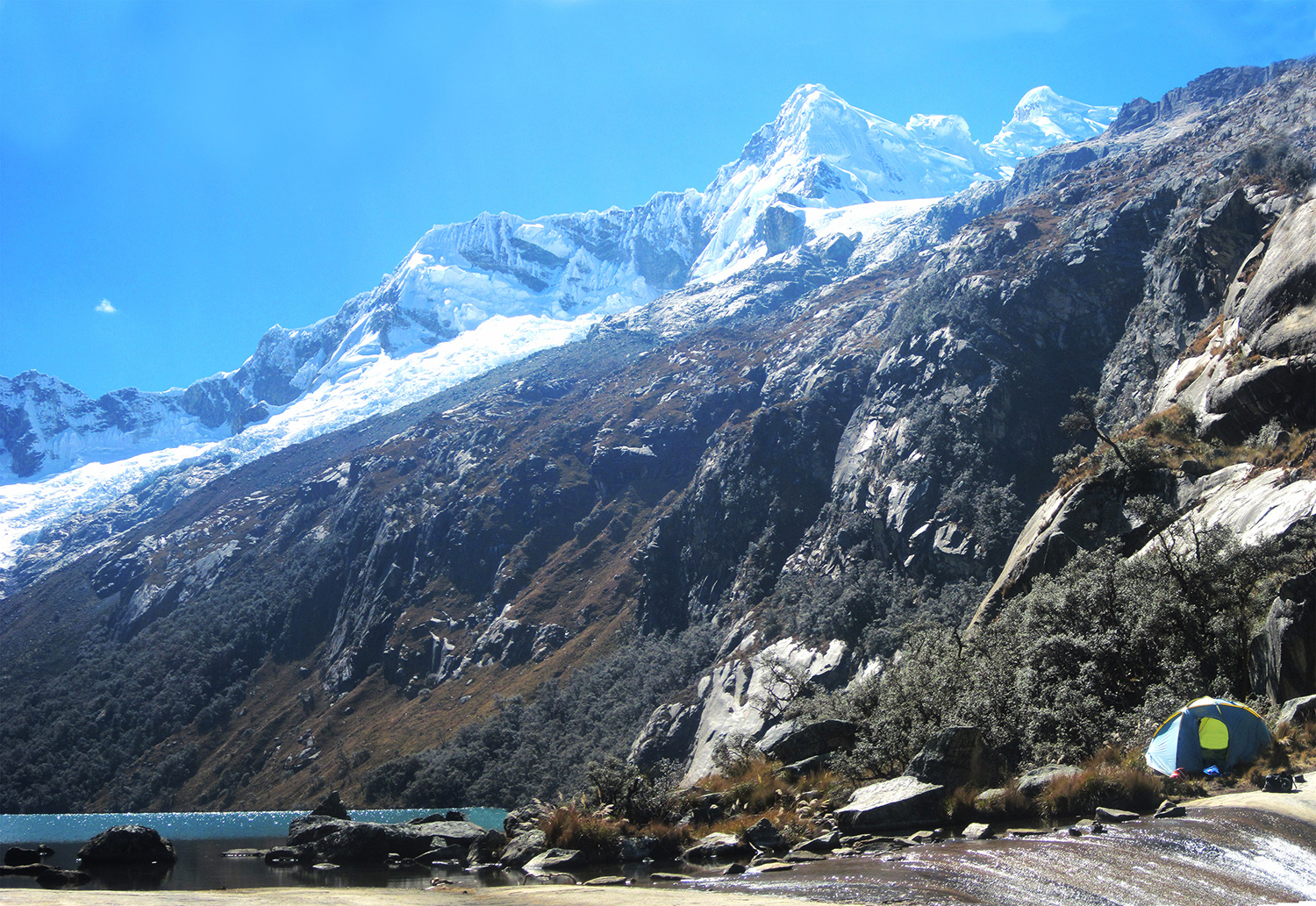

瓦爾坎山（西班牙語：Hualcán），是秘魯的山峰，位於該國北部安卡什大區，處於奇克亞拉烏山東南面，屬於安第斯山脈中布蘭卡山脈的一部分，海拔高度6,122米。